# Bink
Bink — проприетарный формат файла, медиаконтейнер, разработанный американской компанией RAD Game Tools для использования преимущественно в компьютерных играх для разных игровых платформ. Формат «Bink» используется во многих играх под персональные компьютеры (Mac OS, Microsoft Windows) и игровые консоли Xbox, Xbox 360, GameCube, Nintendo DS, Wii, PlayStation 2, PlayStation Portable и Playstation 3. На октябрь 2019 года «Bink» используется в более чем 14 000 играх для 14 разных игровых платформ.
В отличие от множества других медиаконтейнеров, «Bink» является так называемым «Single coding format» — он определяет не только «обёртку файла», но и аудио- и видеокодеки, с помощью которых кодируются данные. «Bink» поставляется в комплекте с набором программных инструментов «RAD Video Tools» вместе с другим подобным файловым форматом от RAD Game Tools — «Smacker». В «Bink» сделан акцент на низкие аппаратные системные требования при декодировании, что позволяет использовать его в разных консолях без дополнительных оптимизаций. «Bink» оптимизирован под разные аппаратные архитектуры: он использует вычислительные блоки SPU на Playstation 3, VMX на Xbox 360, SSE2 на x86-совместимых микропроцессорах, имеет массивные ассемблерные оптимизации под Nintendo DS и т.д.
Видеокодек «Bink» является гибридным кодеком, который способен использовать 16 различных алгоритмов кодирования, что позволяет закодировать любой тип видео. Видеокодек «Bink» поддерживает вейвлет-сжатие и дискретное косинусное преобразование. «Bink» поддерживает разрешение от 320×240 пикселей и вплоть до HD. Видеокодек поддерживает битрейт от 75 kbps для видео под Nintendo DS и до 1200 kbps для видео стандарта HD 1280x720p.
Аудиокодек «Bink» поддерживает сжатие аудиоданных вплоть до коэффициента 15:1, используя переменный битрейт с психо-акустической моделью. Также аудиокодек может проигрывать несколько аудиопотоков одновременно, что позволяет проигрывать 5.1- и 7.1-канальные звуковые дорожки.